# Kvillen, Gästrikland
Kvillen är en sjö i Sandvikens kommun i Gästrikland och ingår i Gavleåns huvudavrinningsområde.